# Asz-Szajch Ali (Hama)
Asz-Szajch Ali (arab. الشيخ علي) – wieś w Syrii, w muhafazie Hama. W 2004 roku liczyła 990 mieszkańców.